# Katia Acín Monrás
Katia Acín Monrás (Huesca, 15 de octubre de 1923-Pamplona, 14 de diciembre de 2004) fue una artista plástica que trabajó el grabado, la pintura y la escultura. Era hija del humanista, pedagogo y también pintor, Ramón Acín Aquilué, y de la pianista Concha Monrás, que le inculcaron el gusto por el arte. Pero no sería hasta el final de su vida cuando decidió desarrollar su actividad artística.

## Biografía
Fue la hija primogénita del pintor y humanista Ramón Acín Aquilué y de la pianista Concha Monrás, una familia liberal, cosmopolita, con un ambiente culto donde, según su hijo Ramón, "se mezclaba el olor de las pinturas de su padre con la música del piano de su madre; una casa abierta a la paz, el trabajo y la lucha, abierta a estudiantes, obreros, artesanos, maestros y artistas". Esta infancia compartida con su hermana Sol, dos años más pequeña, se vio truncada el 6 de agosto de 1936, fecha en la que, dentro del contexto de la guerra civil española, detienen a sus padres, fusilando a su padre el mismo día y a su madre diecisiete días después.
Las dos hermanas, huérfanas con 13 y 11 años, se van a vivir con su tío paterno, Santos, y su esposa Rosa Solano, que las trasladaron a Jaca a estudiar. Tiene que cambiar su nombre por el de “Ana María”.
Al acabar la guerra, retornó a Huesca y acabó el bachillerato en el Instituto Ramón y Cajal de Huesca, matriculándose acto seguido en la Universidad de Zaragoza donde acabará los estudios de Filosofía y Letras en la especialidad de Historia Medieval el año 1946.
Aquel mismo año, el 18 de noviembre, se casó con el abogado Federico García Bragado, con quien tendrá una vida feliz hasta enviudar treinta años más tarde. Por razones profesionales vivieron en Guadalajara y Cádiz antes de volver a Huesca.
Después de constituir una apacible familia con cinco hijos, Katy, Ana, Conchita, Federico y Ramón, el año 1963 decide trabajar como profesora. Lo hizo en cuanto la situación política se lo permitió y, animada por su marido, sacó tiempo para atender a la familia, ganó unas oposiciones y empezó en el instituto de Binéfar con 42 años. En Binéfar, además de las clases, se implicó en la vida cultural de la ciudad y fundó un grupo de teatro. Posteriormente trabajó en Zaragoza y finalmente consiguió volver a Huesca en los años 1970.
Enviudó en 1977, y ya con los hijos independizados, se trasladó a Las Palmas de Gran Canaria donde ejerció como catedrática hasta su jubilación.
La figura de Katia Acín representa a toda una generación que tuvo que renunciar a valores importantes por los que lucharon, pero sin renunciar a transmitirlos a los que venían detrás. Pertenece a una generación de mujeres fuertes y sabias con una vitalidad y capacidad para seguir activas hasta el último momento.
Es por eso que, lejos de encerrarse en una sosegada vida de jubilada, recuperó su aplazada condición de pintora y dibujante. En 1988 ingresó en la Facultad de Bellas Artes de la Universidad de Barcelona, licenciándose con más de 70 años de edad, especializada en grabado.
Trabajó en su estudio de Altafulla, principalmente en grabados y xilografías. Dos años después de su titulación protagoniza su primera exposición individual en el colegio Raimundo de Peñafort de Barcelona, donde había estudiado.
Su hermana Sol fallece en 1998.
En otoño de 2004 le diagnostican un cáncer del que morirá el 14 de diciembre de 2004 en una clínica de Pamplona.
La tumba de Katia Acín se encuentra en el cementerio de Huesca, donde también descansan los restos de sus padres, Ramón Acín y Concha Monrás, de su esposo Federico García Bragado y de su hermana Sol. El relieve escultórico que se encuentra sobre la tumba es una pieza de Ramón Acín que originalmente formaba parte de un proyecto para el Osario de Huesca, pero que finalmente fue adaptado para este uso.

## Obra
Katia Acín creó más de trescientas obras en sus últimos quince años de vida. Su creación está próxima a la inspiración de su padre, dominada por la figura humana, no exenta de dolor, desgarro y melancolía.
En opinión de Alicia Vela, una de sus profesoras y comisaria de la exposición de 2010, "Katia tenía una vitalidad y un impulso excepcional. Se debe valorar la valentía y la síntesis del trazo y la formalización de sus grabados".
Katia se movía en el lenguaje del grabado en relieve con una naturalidad admirable. Temas como la lucha, la incomunicación, la muerte, los encadenados o la sólida desnudez de sus torsos, evocan circunstancias que habían atravesado profundamente su experiencia personal. La libertad expresiva del movimiento de las líneas, nos reafirman sus cualidades para abordar sin miedo los trazos valientes de sus xilografías o linóleos.
Sus pinturas son, casi siempre, ejercicios de exploración propios de su etapa de estudiante de Bellas Artes, sin la intensidad y singularidad que requeriría una valoración rigurosa de su obra pictórica. De la obra de pintores como Matisse le seduce La Danse, óleo que ella reinterpreta con trazos lineales y monocromos, con figuras que danzan respirando el blanco de la tela.
Su obra escultórica es muy limitada y en ella Katia traspasa las líneas planas de sus grabados en esculturas en barro donde sus personajes (atados, desnudos o las maternidades) adquieren volumen.

### Exposiciones
- 1996. Barcelona. Colegio Mayor San Raimon de Penyafort-Montserrat.
- 1997. Montroig (Tarragona). Iglesia Vieja de Mont-roig del Campo.
- 1998. Salou (Tarragona). Exposición colectiva.
- 1998. Ulldemolins (Tarragona). Exposición colectiva.
- 1999. Tarragona. Galería de Arte Poetas.
- 2000. Zaragoza. Sala Juana Francés - Ayuntamiento de Zaragoza.
- 2000. Zaragoza. Centro Comercial Grande Casa. Exposición colectiva.
- 2000. Santa Coloma de Gramanet (Barcelona). Centro Cultural Can Sisteré.
- 2001. Tortosa (Tarragona). Escuela de Arte y Diseño de la Diputación de Tarragona.
- 2001. Barbastro (Huesca). Fundación Ramón J. Sendero - U.N.E.D. Junto con la obra de su padre Ramón Acín.[7]
- 2002. Altafulla (Tarragona). Sala Exposiciones Ayuntamiento.
- 2002. Tarragona. I Bienal Internacional del Grabado Contratalla.
- 2002. Madrid. Estampa - X Salón Internacional de Grabados y Ediciones de Arte Contemporáneo.
- 2003. Tarragona. Puerto de Tarragona. Exposición Colectiva de Escultura.
- 2004. Huesca. La Carbonería. Espacio de Arte.
- 2006. Tarragona. Escuela de Arte y Diseño de Tarragona. Exposición colectiva en su honor, sin obra suya.
- 2010. Huesca. Diputación Provincial de Huesca. Una lección de historia.[4]
- 2012-2013. Itinerante en la provincia de Huesca organizada por la Diputación Provincial de Huesca. Katia Acín. Obra Gráfica.[8][9]
- 2020. Binéfar. Ayuntamiento de Binéfar. Katia Acín. El arte como forma de liberación.[10][11]
- 2023. Zaragoza. Paraninfo de la Universidad de Zaragoza, Sala África Ibarra. Katia Acín. Gran Mujer.[12][13]